# 迎政乡
迎政乡，是中华人民共和国四川省雅安市石棉县下辖的一个乡镇级行政单位。

## 行政区划
迎政乡下辖以下地区：
八牌村、三合村、前进村、新民村和红旗村。